# Julie Hayward
Julie Hayward (* 1. April 1968 in Salzburg) ist eine österreichische Bildhauerin und Zeichnerin.

## Leben
Julie Hayward, deren Eltern ursprünglich in London lebten und dann nach Österreich emigrierten, wurde in Salzburg geboren. Sie absolvierte von 1987 bis 1993 ein Diplomstudium im Fach Produktgestaltung / Keramik bei Matteo Thun an der Universität für angewandte Kunst Wien, das sie mit dem akademischen Grad Magistra artium abschloss. Von 1997 bis 2007 unterrichtete sie an der Internationalen Sommerakademie Salzburg. 2002 und 2010 hielt sie sich mit Atelierstipendien des Landes Salzburg in New York und Berlin auf. 2011/2012 lehrte sie in der Abteilung Plastische Konzeptionen / Keramik an der Kunstuniversität Linz.
2014 wurde Hayward mit dem Großen Kunstpreis des Landes Salzburg ausgezeichnet. Die Jury zeigte sich von „der Konsequenz ihrer Wertentwicklung“ und „der persönlichen Bildsprache ihrer Skulptur-Konzepte“ beeindruckt. Hayward arbeite „überzeugend in unterschiedlichen Zusammenhängen, ob Kunst im öffentlichen Raum, im historischen Ambiente oder bei Themenausstellungen“. 2017 erhielt Hayward den Preis der Stadt Wien für Bildende Kunst.
Hayward lebt und arbeitet in Wien. Sie ist Mitglied der Wiener Secession, der IG Bildende Kunst und des Salzburger Kunstvereins.

## Werk
Zu Julie Haywards Gesamtwerk gehören Skulpturen und skulpturale Installationen, Zeichnungen und Fotografien. Charakteristisch für ihr Frühwerk sind lebensgroße Keramik-Skulpturen, wobei sie archaische, organoide und erotische Motive wählte. Im Laufe ihrer künstlerischen Entwicklung löste sie sich von schweren Materialien wie Ton und Gips und begann stattdessen mit leichteren Werkstoffen wie Aluminium, Textilien (Plüsch, Fellimitate), Epoxy, Silikon, Polyester und Schaumstoff zu arbeiten. Gleichzeitig wechselte sie von geschlossenen zu offenen Formen. Ihre Arbeiten weisen philosophische, psychologische und traumhafte Bezüge auf. Sie werden als „kosmonautisch und utopisch“ oder „technoid-surreal“ beschrieben.
Werke von Julie Hayward befinden sich unter anderem in den Sammlungen der Neuen Galerie Graz, Lentos Kunstmuseum Linz, MAK in Wien, Museum der Moderne Salzburg, der Kunstsammlung des Stifts Admont, den Sammlungen des Bundes, der Landesregierung Salzburg und der Kulturabteilung der Stadt Wien sowie in der Privatsammlung Liaunig.
Kunst im öffentlichen Raum (Auswahl)

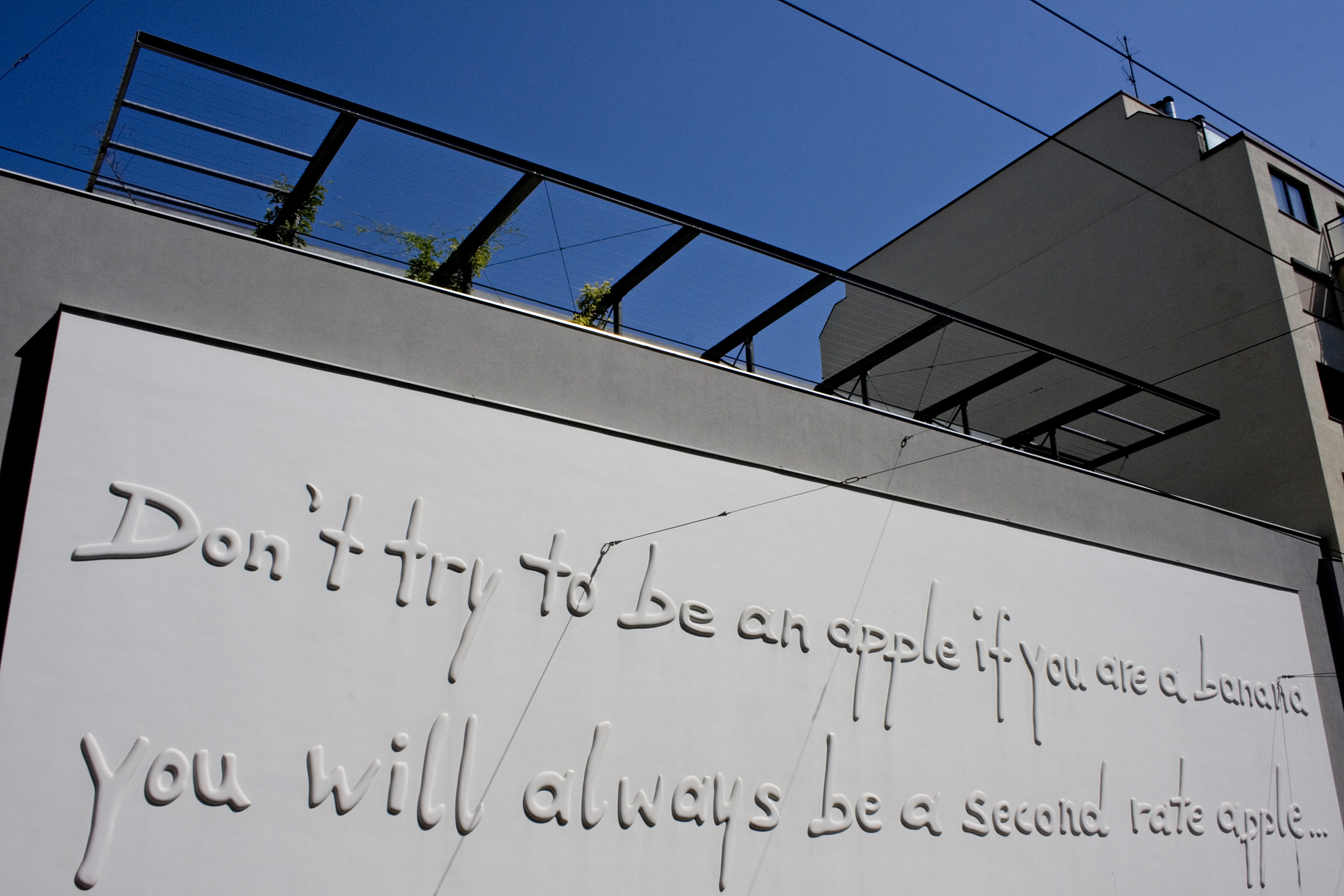
Don’t try to be ..., 2005, Fassadengestaltung Schule Pfeilgasse, Wien

- Cyclass, 2002, Objekt aus Aluminium, aus dem Wasser tropft („cycle assistant“ = Assistent für den Naturkreislauf) innerhalb eines Biotops, Landwirtschaftsschule Kleßheim
- Don’t try to be ..., 2005, zweizeiliger Schriftzug (Thema Gruppenzwang, Aufforderung, zu sich selbst zu stehen) an der Turnsaalfassade der Schule Pfeilgasse, Blindengasse 22–24, Wien
- abtauchen/auftauchen, 2009, künstlerische Gestaltung der Unterführung Löwengasse mit Schriftzügen, Leuchtstreifen und großformatigem Leuchtbild, Wien[8]
- ich atme innerlich ..., 2011, Schriftzüge (Thema positive Affirmationen für Kinder, nach einem Gedicht von Ernst Jandl) an der Fassade der Volksschule Krenglbach
- die augen hören..., 2019, Terrazzo-Gestaltung (nach einem Gedicht von Ernst Jandl) im Eingangsbereich der Joseph-Rehrl-Schule, Salzburg
- Himmel auf Erden, 2019, Terrazzo-Gestaltung (mit dem Abbild des Sternenhimmels) im Atrium der 3-zügigen Grundschule, Hochstrasse 29, München

Skulpturen (Auswahl)
- Sweet Lullaby, 2000, Epoxy, Silikon, Aluminium, Schaumstoff und Plüsch, 300 × 70 cm, Kunstmuseum Lentos
- Transformator, 2001, Epoxy, Silikon, Alu, Schaumstoff, 2 Würfel je 70 × 50 × 50 cm, hängendes Teil: 200 × 70 × 50 cm, Kunstmuseum Lentos[9]
- Oops, 2002, Epoxy, Silikon, Aluminium, Schaumstoff, Plüsch, 300 × 50 × 70 cm, Kunstmuseum Lentos
- Sublimator, 2003, Aluminium, Plexiglas, Schaumstoff, Plüsch, Lackstoff, 145 × 270 × 66 cm, Kunstmuseum Lentos
- Home on legs, 2005, Aluminium, Schaumstoff, Kunststoff, Plüsch, Kunstleder, 190 × 70 × 300 cm, MAK Wien[10]
- Kitzelkorsett, 2005, Aluminium, Schaumstoff, Kunststoff, Plüsch, Kunstleder, 110 × 160 × 120 cm, MAK Wien
- Shelter, 2006, Polyester, Aluminium, Textil, Schaumstoff, 80 × 320 × 140 cm, Museum Liaunig[11]

## Ausstellungen (Auswahl)
Einzelausstellungen
- 1997: Theseustempel, Wien
- 2004: Julie Hayward / Christoph Urwalek, Galerie Ernst Hilger, Wien
- 2005: Thomas Reinhold - Julie Hayward, synergie:paradox, Museum Stift Admont

Ausstellungsbeteiligungen
- 2001: Central artLab: Neue Kunst aus Mitteleuropa, Museum Morsbroich, Leverkusen
- 2002: Sweet Nothing, Kunsthaus Baselland, Basel (mit Katalog)
- 2004: Vision einer Sammlung, Museum der Moderne Salzburg (mit Katalog)
- 2006: Ein gemeinsamer Ort, Lentos Kunstmuseum Linz (mit Katalog)[12]
- 2007: eccentricpaths, Museu Coleção Berardo, Lissabon (mit Katalog)
- 2008: Leben? Biomorphe Formen in der Skulptur, Kunsthaus Graz / Universalmuseum Joanneum / Alte Galerie (mit Katalog)[13]
- 2012: Realität und Abstraktion 2, Museum Liaunig
- 2013: 10 Jahre Lentos, Lentos Kunstmuseum Linz[14]
- 2015: Du dessin dans l'espace, Musée d´Art Moderne et Contemporain (MAMC), Saint-Étienne
- 2017: Faktor X – das Chromosom der Kunst, Haus der Kunst, München